# Pia Toscano
Pia Ann Rose Toscano (née à Howard Beach, New York, 14 octobre 1988) est une chanteuse américaine, connue grâce au concours American Idol 2011, qu'elle termina à la neuvième place,.
Elle est d'origine italienne et commence à faire des performances à l'âge de quatre ans et à l'âge de neuf ans, elle participe à une représentation locale de la comédie musicale Jesus Christ Superstar. Elle fait ses études au LaGuardia High School et obtient son diplôme d'art dramatique en 2006 à New York.
Le 20 novembre 2011 elle chante lors de la dernière course de NASCAR Sprint Cup Series à Homestead-Miami Speedway l'Hymne National amréricain The Star-Spangled Banner. Elle rechantera ensuite lors de l'épreuve de NASCAR Sprint Cup Series à Las Vegas Motor Speedway le 11 mars 2012
Le 6 juin 2012 à Los Angeles, elle chante l'Hymne national américain, lors du quatrième match de la finale de la Coupe Stanley 2012 opposant les Kings de Los Angeles aux Devils du New Jersey.

## Discographie

### Singles
| Année | Single    | Classement | Album            |
| Année | Single    | US         | Album            |
| ----- | --------- | ---------- | ---------------- |
| 2011  | This Time | 104        | Non-album single |

### Vidéos
| Année | Vidéo     | Réalisateur   |
| ----- | --------- | ------------- |
| 2011  | This Time | Marc Klasfeld |